# Le Moule
Le Moule – miasto na Gwadelupie (departamencie zamorskim Francji); 23 200 mieszkańców (2006). Charakteryzuje się przemysłem spożywczym, włókienniczym, chemicznym, i maszynowym.